# Alf (Fernsehserie)/Episodenliste
Diese Episodenliste enthält alle Episoden der US-amerikanischen Sitcom Alf, sortiert nach der US-amerikanischen Erstausstrahlung. Die Erstausstrahlung wurde zwischen dem 29. September 1986 und dem 24. März 1990 im wöchentlichen Rhythmus auf dem US-amerikanischen Sender NBC gesendet. In Deutschland war die Serie erstmals vom 5. Januar 1988 bis zum 28. Juni 1991 im ZDF zu sehen. In Österreich startete der ORF zeitgleich mit dem ZDF am 5. Januar 1988 mit der ersten Staffel. Alf umfasst vier Staffeln mit insgesamt 102 Episoden. In Deutschland wurden 100 Folgen der Sitcom gezeigt. Die Doppelfolge Tonight, Tonight (Nummer 56 und 57) wurde bis zum heutigen Tage nicht im deutschen Fernsehen ausgestrahlt, aber am 25. Juni 2010 im Rahmen der dritten Staffel untertitelt auf DVD veröffentlicht. Die Originaltitel der Episoden sind fast ausschließlich Namen von Musikstücken.

## Staffel 1
| Nr. (ges.) | Nr. (St.) | Deutscher Titel                            | Originaltitel                    | Erstausstrahlung USA | Deutschsprachige Erstausstrahlung (D) | Regie                     | Drehbuch                                                     |
| ---------- | --------- | ------------------------------------------ | -------------------------------- | -------------------- | ------------------------------------- | ------------------------- | ------------------------------------------------------------ |
| 1          | 1         | Hallo, da bin ich                          | A.L.F.                           | 22. Sep. 1986        | 5. Jan. 1988                          | Tom Patchett              | Tom Patchett                                                 |
| 2          | 2         | Die Nacht, in der die Pizza kam            | Strangers In The Night           | 29. Sep. 1986        | 12. Jan. 1988                         | Peter Bonerz              | Paul Fusco & Thad Mumford                                    |
| 3          | 3         | Katzenjammer                               | Looking For Lucky                | 6. Okt. 1986         | 19. Jan. 1988                         | Peter Bonerz              | Bob Bendetson & Howard Bendetson                             |
| 4          | 4         | Großer Mann, was nun?                      | Pennsylvania 6-5000              | 13. Okt. 1986        | 26. Jan. 1988                         | Peter Bonerz              | Donald Todd                                                  |
| 5          | 5         | Parasit mit Puderquaste                    | Keepin’ The Faith                | 20. Okt. 1986        | 2. Feb. 1988                          | Peter Bonerz              | Laurie Gelman                                                |
| 6          | 6         | Ganz im Vertrauen                          | For Your Eyes Only               | 3. Nov. 1986         | 9. Feb. 1988                          | Peter Bonerz              | Mitzi McCall & Adrienne Armstrong                            |
| 7          | 7         | Ein Mädchen namens Rhonda                  | Help Me Rhonda                   | 10. Nov. 1986        | 8. März 1988                          | Peter Bonerz & Rick Gough | Tom Patchett & Lloyd Garver                                  |
| 8          | 8         | Eifersucht nach Noten                      | Don’t It Make My Brown Eyes Blue | 17. Nov. 1986        | 15. März 1988                         | Tom Patchett              | Jerry Stahl                                                  |
| 9          | 9         | Der Sprung in die Tiefe                    | Jump                             | 24. Nov. 1986        | 22. März 1988                         | Peter Bonerz              | Gary Markowitz                                               |
| 10         | 10        | Die Spritztour                             | Baby, You Can Drive My Car       | 1. Dez. 1986         | 29. März 1988                         | Nancy Heydorn             | Thad Mumford & Laurie Gelman                                 |
| 11         | 11        | Fröhliche Ferien                           | On The Road Again                | 8. Dez. 1986         | 23. Feb. 1988                         | Peter Bonerz              | Bob Bendetson & Howard Bendetson                             |
| 12         | 12        | Eine schöne Bescherung                     | Oh, Tannerbaum                   | 22. Dez. 1986        | 13. Dez. 1988                         | Rick Gough                | Donald Todd                                                  |
| 13         | 13        | Wenn Schwiegermutter kommt                 | Mother And Child Reunion         | 12. Jan. 1987        | 5. Apr. 1988                          | Tom Patchett              | Bob Bendetson & Howard Bendetson                             |
| 14         | 14        | Die Fernsehfamilie                         | Little Bit Of Soap               | 19. Jan. 1987        | 12. Apr. 1988                         | Tom Patchett              | Laurie Gelman                                                |
| 15         | 15        | Mit den besten Wünschen aus dem Jenseits   | I’ve Got A New Attitude          | 2. Feb. 1987         | 12. Apr. 1988                         | Nancy Heydorn             | Thad Mumford                                                 |
| 16         | 16        | Gestatten, mein Name ist Schlegel – Teil 1 | Try To Remember – Part 1         | 9. Feb. 1987         | 17. Mai 1988                          | Tom Patchett              | Laurie Gelman, Bob Bendetson, Howard Bendetson & Donald Todd |
| 17         | 17        | Gestatten, mein Name ist Schlegel – Teil 2 | Try To Remember – Part 2         | 9. Feb. 1987         | 17. Mai 1988                          | Tom Patchett              | Laurie Gelman, Bob Bendetson, Howard Bendetson & Donald Todd |
| 18         | 18        | Der Ausreißer                              | Border Song                      | 16. Feb. 1987        | 19. Apr. 1988                         | Tom Patchett              | Donald Todd                                                  |
| 19         | 19        | Ein Käfig für den Narren                   | Wild Thing                       | 2. März 1987         | 19. Apr. 1988                         | Nancy Heydorn             | David Silverman & Stephen Sustarsic                          |
| 20         | 20        | Der Rollentausch                           | Going Out Of My Head Over You    | 16. März 1987        | 10. Mai 1988                          | Nancy Heydorn             | Bob Bendetson & Howard Bendetson                             |
| 21         | 21        | Das Fenster zum Garten                     | Lookin’ Through the Windows      | 23. März 1987        | 26. Apr. 1988                         | Nancy Heydorn             | Bob Bendetson                                                |
| 22         | 22        | Bühne frei für Spargelspitzen              | It Isn’t Easy... Bein’ Green     | 30. März 1987        | 1. März 1988                          | Peter Bonerz              | Wendy Graf & Lisa Stotsky                                    |
| 23         | 23        | Schulden und Sühne                         | The Gambler                      | 6. Apr. 1987         | 3. Mai 1988                           | Gary Shimokawa            | Thad Mumford & Laurie Gelman                                 |
| 24         | 24        | Brians Sternstunde                         | Weird Science                    | 13. Apr. 1987        | 26. Apr. 1988                         | Paul Fusco                | Paul Fusco                                                   |
| 25         | 25        | Der Kammerjäger und die Kakerlake          | La Cucaracha                     | 20. Apr. 1987        | 10. Mai 1988                          | Peter Baldwin             | Jerry Stahl                                                  |
| 26         | 26        | Der blinde Passagier                       | Come Fly With Me                 | 27. Apr. 1987        | 3. Mai 1988                           | Peter Baldwin             | Nelson Costello                                              |

## Staffel 2
| Nr. (ges.) | Nr. (St.) | Deutscher Titel                        | Originaltitel                     | Erstausstrahlung USA | Deutschsprachige Erstausstrahlung (D) | Regie                     | Drehbuch                       |
| ---------- | --------- | -------------------------------------- | --------------------------------- | -------------------- | ------------------------------------- | ------------------------- | ------------------------------ |
| 27         | 1         | Stets zu ihren Diensten                | Working My Way Back To You        | 21. Sep. 1987        | 13. Jan. 1989                         | Nick Havinga              | Steve Pepoon                   |
| 28         | 2         | Reif für die Insel                     | The Ballad Of Gilligan’s Island   | 28. Sep. 1987        | 27. Jan. 1989                         | Nick Havinga              | Scott Spencer Gorden           |
| 29         | 3         | Ein Schock fürs Leben                  | Take A Look At Me Now             | 5. Okt. 1987         | 20. Jan. 1989                         | Gary Shimokawa            | Steve Pepoon                   |
| 30         | 4         | In der Kutte des Büßers                | Wedding Bell Blues                | 12. Okt. 1987        | 20. Jan. 1989                         | Burt Brinckerhoff         | Lisa A. Bannick                |
| 31         | 5         | Zur besten Sendezeit                   | Prime Time                        | 19. Okt. 1987        | 13. Jan. 1989                         | Burt Brinckerhoff         | Lisa A. Bannick                |
| 32         | 6         | Das Kostümfest                         | Some Enchanted Evening            | 26. Okt. 1987        | 27. Jan. 1989                         | Gary Shimokawa            | Seth Weisbord                  |
| 33         | 7         | Der Schönheitswettbewerb               | Oh, Pretty Woman                  | 2. Nov. 1987         | 3. Feb. 1989                          | Burt Brinckerhoff         | Alicia Marie Schudt            |
| 34         | 8         | Schluckauf Marke Melmac                | Something’s Wrong With Me         | 9. Nov. 1987         | 3. Feb. 1989                          | Burt Brinckerhoff         | Steve Pepoon                   |
| 35         | 9         | Eine Reise durch die Nacht             | Night Train                       | 16. Nov. 1987        | 10. Feb. 1989                         | Burt Brinckerhoff         | Bob Bendetson                  |
| 36         | 10        | Paradies für Flitterwöchner            | Isn’t It Romantic                 | 23. Nov. 1987        | 17. Feb. 1989                         | Gary Shimokawa            | Seth Weisbord                  |
| 37         | 11        | Der Traumkandidat                      | Hail To The Chief                 | 7. Dez. 1987         | 10. Feb. 1989                         | Burt Brinckerhoff         | Lisa A. Bannick                |
| 38         | 12        | Wenn der Weihnachtsmann kommt – Teil 1 | Alf’s Special Christmas – Part 1  | 14. Dez. 1987        | 20. Dez. 1988                         | Burt Brinckerhoff         | Steven Hollander               |
| 39         | 13        | Wenn der Weihnachtsmann kommt – Teil 2 | Alf’s Special Christmas – Part 2  | 14. Dez. 1987        | 20. Dez. 1988                         | Burt Brinckerhoff         | Steven Hollander               |
| 40         | 14        | Der Junge von nebenan                  | The Boy Next Door                 | 4. Jan. 1988         | 17. Feb. 1989                         | Burt Brinckerhoff         | Al Jean & Michael Reiss        |
| 41         | 15        | Anwalt in eigener Sache                | Can I Get A Witness?              | 11. Jan. 1988        | 24. Feb. 1989                         | Gary Shimokawa            | Nelson Costello                |
| 42         | 16        | Onkel Albert                           | We’re So Sorry, Uncle Albert      | 25. Jan. 1988        | 24. Feb. 1989                         | Nick Havinga              | Paul Fusco                     |
| 43         | 17        | Auf Verbrecherjagd – Teil 1            | Someone To Watch Over Me – Part 1 | 8. Feb. 1988         | 3. März 1989                          | Gary Shimokawa            | Lisa Stotsky & Wendy Graf      |
| 44         | 18        | Auf Verbrecherjagd – Teil 2            | Someone To Watch Over Me – Part 2 | 15. Feb. 1988        | 3. März 1989                          | Gary Shimokawa            | Lisa Stotsky & Wendy Graf      |
| 45         | 19        | Die Untermieterin                      | We Gotta Get Out Of This Place    | 22. Feb. 1988        | 10. März 1989                         | Gary Shimokawa            | Marjorie Gross                 |
| 46         | 20        | Ein Widersacher auf vier Beinen        | You Ain’t Nothing But A Hound Dog | 29. Feb. 1988        | 10. März 1989                         | Gary Shimokawa            | Scott Spencer Gorden           |
| 47         | 21        | Auge um Auge                           | Hit Me With Your Best Shot        | 7. März 1988         | 7. Apr. 1989                          | Gary Shimokawa            | Kevin Abbott                   |
| 48         | 22        | Die Beförderung                        | Movin’ Out                        | 14. März 1988        | 31. März 1989                         | Tony Csiki & Nick Havinga | Alicia Marie Schudt            |
| 49         | 23        | Paules Puppenspieler                   | I’m Your Puppet                   | 21. März 1988        | 17. März 1989                         | Burt Brinckerhoff         | Al Jean & Michael Reiss        |
| 50         | 24        | Der Geist aus der Flasche              | Tequila                           | 28. März 1988        | 17. März 1989                         | Nick Havinga              | Art Everett Idee: Sandy Gillis |
| 51         | 25        | Der Schritt in die Öffentlichkeit      | We Are Family                     | 2. Mai 1988          | 7. Apr. 1989                          | Nick Havinga              | Steve Pepoon                   |
| 52         | 26        | Nebenjob gesucht                       | Varsity Drag                      | 6. Juni 1988         | 31. März 1989                         | Gary Shimokawa            | Lisa A. Bannick                |

## Staffel 3
| Nr. (ges.) | Nr. (St.) | Deutscher Titel                | Originaltitel                                            | Erstausstrahlung USA | Deutschsprachige Erstausstrahlung (D) | Regie             | Drehbuch                                               |
| ---------- | --------- | ------------------------------ | -------------------------------------------------------- | -------------------- | ------------------------------------- | ----------------- | ------------------------------------------------------ |
| 53         | 1         | Rendezvous gefälligst          | Stop In The Name Of Love                                 | 3. Okt. 1988         | 16. Jan. 1990                         | Nick Havinga      | Skip Frank & Gwyn Gurian                               |
| 54         | 2         | Blick zurück nach vorn         | Stairway To Heaven                                       | 10. Okt. 1988        | 16. Jan. 1990                         | Burt Brinckerhoff | Philip Whitehill                                       |
| 55         | 3         | Nachbarschaftshilfe            | Breaking Up Is Hard To Do                                | 17. Okt. 1988        | 19. Jan. 1990                         | Nick Havinga      | Steve Pepoon                                           |
| 56         | 4         | Tonight, Tonight – Teil 1      | Tonight, Tonight – Part 1                                | 24. Okt. 1988        | 25. Juni 2010                         | Burt Brinckerhoff | Lisa A. Bannick, Steve Pepoon, Al Jean & Michael Reiss |
| 57         | 5         | Tonight, Tonight – Teil 2      | Tonight, Tonight – Part 2                                | 24. Okt. 1988        | 25. Juni 2010                         | Burt Brinckerhoff | Lisa A. Bannick, Steve Pepoon, Al Jean & Michael Reiss |
| 58         | 6         | Reden ist Blech                | Promises, Promises                                       | 31. Okt. 1988        | 19. Jan. 1990                         | Burt Brinckerhoff | Beverly Archer                                         |
| 59         | 7         | Der mysteriöse Fremde – Teil 1 | Turkey In The Straw – Part 1                             | 14. Nov. 1988        | 26. Jan. 1990                         | Nick Havinga      | Tom Patchett & Steve Hollander                         |
| 60         | 8         | Der mysteriöse Fremde – Teil 2 | Turkey In The Straw – Part 2                             | 15. Nov. 1988        | 26. Jan. 1990                         | Nick Havinga      | Tom Patchett & Steve Hollander                         |
| 61         | 9         | Auf neuen Wegen                | Changes                                                  | 21. Nov. 1988        | 2. Feb. 1990                          | Nick Havinga      | Lisa A. Bannick                                        |
| 62         | 10        | Ein Hippie namens Willie       | My Back Pages                                            | 28. Nov. 1988        | 2. Feb. 1990                          | Burt Brinckerhoff | Ron Burla                                              |
| 63         | 11        | Cousin Blinky                  | Alone Again, Naturally                                   | 5. Dez. 1988         | 9. Feb. 1990                          | Burt Brinckerhoff | Paul Fusco                                             |
| 64         | 12        | Der Zauberlehrling             | Do You Believe In Magic?                                 | 12. Dez. 1988        | 9. Feb. 1990                          | Tony Csiki        | Scott Spencer Gorden                                   |
| 65         | 13        | Der Zeuge im Netz              | Hide Away                                                | 9. Jan. 1989         | 16. Feb. 1990                         | Burt Brinckerhoff | Steve Pepoon                                           |
| 66         | 14        | Ein Fall für drei              | Fight Back                                               | 16. Jan. 1989        | 16. Feb. 1990                         | Nick Havinga      | Seth Weisbord                                          |
| 67         | 15        | Ich und der King               | Suspicious Minds                                         | 23. Jan. 1989        | 23. Feb. 1990                         | Nick Havinga      | Al Jean & Michael Reiss                                |
| 68         | 16        | Ein Baby auf Probe             | Baby Love                                                | 6. Feb. 1989         | 23. Feb. 1990                         | Nick Havinga      | Lisa A. Bannick                                        |
| 69         | 17        | Erpresser am Telefon           | Running Scared                                           | 13. Feb. 1989        | 2. März 1990                          | Gary Shimokawa    | Steve Pepoon                                           |
| 70         | 18        | Der Liebesdiener               | Standing In The Shadows Of Love                          | 20. Feb. 1989        | 2. März 1990                          | Nick Havinga      | David Cohen & Roger S.H. Schulman                      |
| 71         | 19        | Der Pechvogel                  | Superstition                                             | 27. Feb. 1989        | 9. März 1990                          | Gary Shimokawa    | Steve Pepoon                                           |
| 72         | 20        | Zwischen zwei Stühlen          | Torn Between Two Lovers                                  | 13. März 1989        | 9. März 1990                          | Nick Havinga      | Beverly Archer                                         |
| 73         | 21        | Der Herr der Ameisen           | Funeral For A Friend                                     | 20. März 1989        | 16. März 1990                         | Paul Fusco        | Scott Spencer Gorden                                   |
| 74         | 22        | Bangemachen gilt nicht         | Don’t Be Afraid Of The Dark                              | 27. März 1989        | 16. März 1990                         | Nick Havinga      | Alicia Marie Schudt                                    |
| 75         | 23        | Mutter Langfinger              | Have You Seen Your Mother, Baby, Standing In The Shadow? | 10. Apr. 1989        | 23. März 1990                         | Howard Storm      | Paul Fusco & Lisa A. Bannick                           |
| 76         | 24        | Der Tramp                      | Like An Old Time Movie                                   | 17. Apr. 1989        | 23. März 1990                         | Nick Havinga      | Nelson Costello                                        |
| 77         | 25        | Die Erde bebt                  | Shake, Rattle & Roll                                     | 1. Mai 1989          | 30. März 1990                         | Nick Havinga      | Ron Burla                                              |
| 78         | 26        | Der Geburtshelfer              | Having My Baby                                           | 8. Mai 1989          | 30. März 1990                         | Nick Havinga      | Lisa A. Bannick                                        |

## Staffel 4
| Nr. (ges.) | Nr. (St.) | Deutscher Titel                        | Originaltitel                           | Erstausstrahlung USA | Deutschsprachige Erstausstrahlung (D) | Regie        | Drehbuch                                                                          |
| ---------- | --------- | -------------------------------------- | --------------------------------------- | -------------------- | ------------------------------------- | ------------ | --------------------------------------------------------------------------------- |
| 79         | 1         | Eric, wo bist du?                      | Baby, Come Back                         | 19. Sep. 1989        | 6. Apr. 1990                          | Paul Miller  | David Silverman & Stephen Sustarsic                                               |
| 80         | 2         | Mr. Universum                          | Lies                                    | 25. Sep. 1989        | 11. Jan. 1991                         | Paul Miller  | Jordan Tabat & Wesley Stern                                                       |
| 81         | 3         | Der Heiratsschwindler                  | Wanted: Dead Or Alive                   | 2. Okt. 1989         | 18. Jan. 1991                         | Nick Havinga | Victor Fresco                                                                     |
| 82         | 4         | Wie gewonnen, so zerronnen             | We’re In The Money                      | 9. Okt. 1989         | 6. Apr. 1990                          | Paul Miller  | Jeanne Baruch & Jeanne Romano                                                     |
| 83         | 5         | Ein Seelenkundler für den Hausgebrauch | Mind Games                              | 16. Okt. 1989        | 25. Jan. 1991                         | Nick Havinga | Jerry Stahl                                                                       |
| 84         | 6         | Im Baumwollrausch                      | Hooked On A Feeling                     | 23. Okt. 1989        | 8. Feb. 1991                          | Nick Havinga | Victor Fresco                                                                     |
| 85         | 7         | Bruder Neal                            | He Ain’t Heavy, He’s Willie’s Brother   | 30. Okt. 1989        | 15. Feb. 1991                         | Paul Fusco   | Paul Fusco & Lisa A. Bannick                                                      |
| 86         | 8         | Darf ich bekannt machen...             | The First Time I Ever Saw Your Face     | 6. Nov. 1989         | 22. Feb. 1991                         | Paul Fusco   | Paul Fusco & Lisa A. Bannick                                                      |
| 87         | 9         | Alles für die Katz’                    | Live And Let Die                        | 13. Nov. 1989        | 1. März 1991                          | Tony Csiki   | Steve Pepoon                                                                      |
| 88         | 10        | Ungebetene Gäste                       | Break Up To Make Up                     | 20. Nov. 1989        | 8. März 1991                          | Tony Csiki   | Anne Meara                                                                        |
| 89         | 11        | Männerwirtschaft                       | Happy Together                          | 27. Nov. 1989        | 15. März 1991                         | Paul Fusco   | David Silverman & Stephen Sustarsic                                               |
| 90         | 12        | Ein schwieriger Patient                | Fever                                   | 4. Dez. 1989         | 22. März 1991                         | Paul Miller  | Bruce David                                                                       |
| 91         | 13        | Die Hawaii-Party                       | It’s My Party                           | 11. Dez. 1989        | 5. Apr. 1991                          | Nick Havinga | Steve Pepoon                                                                      |
| 92         | 14        | Es war einmal ein Komiker              | Make ’Em Laugh                          | 8. Jan. 1990         | 12. Apr. 1991                         | Nick Havinga | Howard Bendetson                                                                  |
| 93         | 15        | In letzter Minute                      | Love On The Rocks                       | 15. Jan. 1990        | 19. Apr. 1991                         | Nick Havinga | Cecile Alch & Patricia Niedzialek                                                 |
| 94         | 16        | Genie und Wahnsinn                     | True Colors                             | 22. Jan. 1990        | 26. Apr. 1991                         | Paul Miller  | David Silverman & Stephen Sustarsic                                               |
| 95         | 17        | Der Jodelpriester                      | Gimme That Old Time Religion            | 29. Jan. 1990        | 3. Mai 1991                           | Paul Fusco   | Leslie Ann Podkin                                                                 |
| 96         | 18        | Blendende Aussichten                   | Future’s So Bright, I Gotta Wear Shades | 5. Feb. 1990         | 10. Mai 1991                          | Nick Havinga | Victor Fresco                                                                     |
| 97         | 19        | Die Seniorenparty                      | When I’m Sixty-Four                     | 12. Feb. 1990        | 17. Mai 1991                          | Paul Miller  | David Silverman & Stephen Sustarsic                                               |
| 98         | 20        | Auf Schatzsuche                        | Mr. Sandman                             | 19. Feb. 1990        | 24. Mai 1991                          | Paul Miller  | Steve Pepoon                                                                      |
| 99         | 21        | Der Umweltschützer                     | Stayin’ Alive                           | 26. Feb. 1990        | 31. Mai 1991                          | Nick Havinga | Victor Fresco                                                                     |
| 100        | 22        | Die Wolfshungerdiät                    | Hungry Like The Wolf                    | 3. März 1990         | 14. Juni 1991                         | Nick Havinga | Paul Fusco                                                                        |
| 101        | 23        | Umzugsfreuden                          | I Gotta Be Me                           | 10. März 1990        | 21. Juni 1991                         | Paul Miller  | Beverly Archer                                                                    |
| 102        | 24        | Die Entscheidung                       | Consider Me Gone                        | 24. März 1990        | 21. Juni 1991                         | Nick Havinga | Steve Pepoon, David Silverman, Stephen Sustaric & Victor Fresco Idee: Ian Praiser |